# VA Software
Geeknet, Inc., conocida anteriormente como VA Linux Systems, VA Software Corporation y SourceForge, Inc., es una empresa estadounidense, subsidiaria de GameStop.
Es conocida por su controvertida oferta pública inicial, en la que su acción pasó en un día de 30 a 299 dólares, y tres años después valía tan sólo 1,19 dólares.

## Historia

### VA Research
VA Research fue fundada en 1993 por Larry Augustin y James Vera, estudiantes de la Universidad Standford. Allí, Augustin  era compañero de Jerry Yang y David Filo, los fundadores de Yahoo!. VA Research fue una de las primeras empresas en vender computadoras personales equipadas con el sistema operativo Linux, que eran una alternativa más económica a las computadoras de la época equipadas con el sistema Unix.
En sus primeros años, la empresa fue rentable y crecía a un ritmo rápido, con ventas que superaban los 100 millones de dólares y un margen de ganancia del 10% en 1998. Era el mayor fabricante de computadoras con Linux, con una cuota de mercado de aproximadamente el 20% del hardware para Linux.
En octubre de 1998, VA Research recibió 5,4 millones de dólares en inversiones por parte de Intel y Sequoia Capital.
Entre marzo y abril de 1999, adquirió las empresas Enlightenment Solutions, Electric Lichen L.L.C. y Linux Hardware Solutions. Esta última era para entonces su principal competidor. En mayo de ese año, VA creó una división llamada Linux Labs, para la que contrató a Fred van Kempen (programador y antiguo dueño del dominio linux.com), Jon Hall, Geoff  Harrison, Jeremy Allison, San Mehat, y Richard Morrel (quien desarrollaría SmoohWall como proyecto dentro de VA Linux).
En el verano de 1999, los programadores Tony Guntharp, Uriah Welcome, Tim Perdue y Drew Streib comenzaron el desarrollo de SourceForge. Éste fue lanzado al público en la exhibición COMDEX del 17 de noviembre de 1999. 
Intel y el fondo Sequoia, junto con Silicon Graphics y otros inversores, sumaron unos 25 millones de dólares a su inversión en junio de 1999. Entre los mayores clientes de la empresa estaban Akamai Technologies y eToys.

#### Salida a bolsa
El 9 de diciembre de 1999, la empresa (ahora llamada VA Linux Systems) lanzó una oferta pública inicial para cotizar en el NASDAQ. Red Hat, otra empresa del sector, había salido a bolsa seis meses antes con éxito. Para entonces, la empresa tenía un déficit acumulado de 30 millones de dólares.
Se había fijado un precio inicial de 30 dólares la acción, lo que le permitió a la empresa recaudar 132 millones de dólares vendiendo 4,4 millones de acciones (el 11% del paquete). Sin embargo, debido a las altas expectativas generadas en el mercado, la acción comenzó a negociarse públicamente a un precio de 299 dólares la acción, llegando a un pico de 320 dólares en su primer día y cerrando a 239,25 dólares cada una (una suba diaria del 697,5%).
Esta suba en el precio de la acción convirtió en un virtual multimillonario al CEO de la empresa, Larry Augustin, de 38 años. Una desarrolladora web de VA de 28 años decía tener, en teoría, un patrimonio de 10 millones de dólares gracias a las acciones de la empresa.
Sin embargo, para agosto del 2000 las acciones cotizaban a 40 dólares, y sólo 24 fondos mutuos las seguían teniendo en cartera. El 8 de diciembre del 2000, luego de que explotase la burbuja puntocom, las acciones se negociaban a 8,49 dólares cada una. Para diciembre del 2002, su precio en el mercado era de tan sólo 1,19 dólares.

#### Compra de Andover.net
El 3 de febrero del 2000, la empresa anunció que compraría Andover.net por 800 millones de dólares. Esta compra le permitió a VA Linux hacerse con sitios web populares tales como Slashdot, Andover News Network, Freshmeat, NewsForge, linux.com, ThinkGeek, y una serie de webs con recursos para programadores. Junto con la adquisición, VA incorporó varios escritores de los sitios web, entre ellos, Rob Malda, Robin Miller (Roblimo), Jack Bryar, Rod Amis, Jon Katz, y "CowboyNeal".
Esta compra le permitiría a la compañía tiempo después cambiar su modelo de negocios, pasando de la venta de productos Linux al desarrollo de medios de comunicación de nicho y el soporte para desarrollo de software.

#### Subsidiaria japonesa
En septiembre del 2000, mediante una asociación con el grupo japonés Sumitomo, se creó una subsidiaria japonesa llamada VA Linux Systems Japan KK, para la promoción de sistemas Linux en el país asiático.

### VA Software
Para el año 2001, el mercado original de la empresa mostraba fuerte competencia de otros vendedores de equipamiento y hardware basados en Linux, por ejemplo, Dell.
El 26 de junio de 2001, VA Linux decidió que abandonaría el mercado del hardware para así enfocarse en el desarrollo de software. Durante el verano del 2001 se despidieron a los 153 empleados que trabajaban en el área de hardware.
Tras abandonar el mercado del hardware, VA Linux Systems pasó a llamarse VA Software y se dedicó a la venta de licencias para SourceForge Enterprise. Sin embargo, la subsdiaria japonesa mantiene el nombre VA Linux Systems Japan K.K..

### SourceForge y OSDN
Para abril de 2004, la empresa dejó de lado el mercado del desarrollo de software para enfocarse en administrar una serie de sitios web relacionados al sector informático. Las ganancias provenían de la publicidad que mostraban éstos sitios, que llevaban el nombre de OSDN (Open Source Development Network). Posteriormente, esta red de sitios sería renombrada como Open Source Technology Group.
En enero de 2006, la empresa le vendió Animation Factory a Jupitermedia Corporation.
El 27 de abril de 2007, vendió SourceForge Enterprise Edition a CollabNet.
El 24 de mayo de 2007, VA Software pasó a llamarse SourceForge Inc. y se fusionó con OSTG. Scott Kauffman fue nombrado presidente y CEO de la nueva compañía el 5 de enero de 2009.

### Geeknet
En noviembre de 2009, SourceForge, Inc. pasó a llamarse Geeknet, Inc. El hasta entonces presidente y CEO Scott Kauffman renunció el 4 de agosto de 2010 y fue reemplazado por Kenneth Langone, quien hasta entonces era el presidente ejecutivo. Además, la empresa cambió su símbolo bursátil a GKNT.
El 10 de agosto de 2010 renunciaron Jason Bair (COO de la empresa) y Michael Rudolph (quien hasta entonces era el CMO).
El 31 de enero de 2011, Geeknet nombró en su directorio a Matthew C. Blank (antiguo CEO y presidente de Showtime Networks). También en este año, se le cambió el nombre al sitio web Freshmeat, que pasó a llamarse Freecode.
En septiembre de 2012, los sitios web Slashdot, SourceForge, y Freecode fueron vendidos a Dice Holdings por 20 millones de dólares. Luego de esta operación, sólo el sitio ThinkGeek permanecía en las manos de la compañía.
El 26 de mayo de 2015, se anunció que Hot Topic había hecho una oferta para comprar a Geeknet a un valor de 122 millones de dólares (17,50$ por acción). Sin embargo, el 29 de mayo de 2015, se anunció que una empresa de nombre reservado había hecho una contraoferta valorando a Geeknet a 20 dólares la acción. Se le dio a Hot Topic el 1 de junio de 2015 como fecha límite para mejorar esta oferta.
El2 de junio de 2015 se anunció que la cadena de tiendas de videojuegos GameStop compraría a Geeknet por 140 millones de dólares (a $20 la acción). El acuerdo se cerró el 17 de julio de 2015.